# Aboubacar Akoumba Diallo
Pour les articles homonymes, voir Diallo.
Aboubacar Akoumba Diallo né à Gaoual, est un journaliste, chroniqueur et écrivain guinéen.
Depuis le 30 mars 2022, il est membre de la commission nationale des mines.

## Enseignant
Le journaliste et politiste Aboubacar Akoumba dispense des cours sur la norme ITIE dans plusieurs universités guinéennes[Lesquelles ?] et anime depuis 2013, la session Médias au Centre d’excellence pour la gouvernance des industries extractives pour l’Afrique francophone sis à Yaoundé au Cameroun.

## Parcours professionnel
Aboubacar akoumba Diallo est un journaliste d’investigation sur FIM FM Guinée spécialisé dans la gouvernance des ressources extractives. En 2004, il a été désigné représentant de l’association guinéenne des éditeurs de la Presse indépendante au comité national de pilotage de la mise en œuvre du processus de l’Initiative pour la transparence dans les industries extractives.
Il démission en avril 2018 et en janvier 2019, le gouvernement lui a décerné un satisfecit pour les loyaux services rendus à la république dans le cadre de la promotion de la transparence et de la bonne gouvernance dans le secteur minier.
Aboubacar Akoumba Diallo est nommée en mars 2022, membre de la commission nationale des mines de la république de Guinée

## Journalisme
Aboubacar Akoumba Diallo, c'est une quinzaine d'années d'exercice du métier de journaliste. Il est connu pour ses investigations notamment dans le domaine des mines. Membre du Comité national de pilotage de l'Initiative de Transparence pour les industries extractives depuis 2005 et personne ressource au centre d'excellence pour la gouvernance des industries extractives en Afrique francophone depuis 2013 (RWI/NGRI).

## Ouvrages
- 2020 : Dans l'arène de Simandou, de la diversion politique à la comédie des suspects de la république ; Essai politique aux éditions Edilivre[5],[6].